# Pointe de Paray
La pointe de Paray est un sommet des Préalpes fribourgeoises située en Suisse, entre le canton de Fribourg et le canton de Vaud.

## Géographie
La pointe de Paray culmine à 2 374 m d'altitude. Le versant vaudois du sommet est inclus dans le district franc fédéral les Bimis-Ciernes Picat. La montagne est intégrée au parc naturel régional Gruyère Pays-d'Enhaut.